# واراز وزور
واراز وزور (ارمنی: Վարազ Վզուր حیات در سده ۶ام میلادی) نجیب‌زاده ارمنی و ژنرال ارتش ساسانیان و مرزبان ارمنستان بین سال‌های ۵۷۹ تا ۵۸۰ میلادی که پس از تم خسرو و پیش از اسپهبد پهلو به این سمت رسید. مدتی بعد گروهی از ارمنیان در برابر فرمانرانی ساسانیان شورش کردند. واراز وزور در روستای اوتموس با شورشیان جنگید. هرچند که در سال ۵۷۸ میلادی شورشیان ارمنی او را پس زدند، ولی او در سال ۵۷۹ میلادی توانست پیروز شود. یک سال پس از ان، پهلو جانشین او شد.